# XPc (Inschrift)

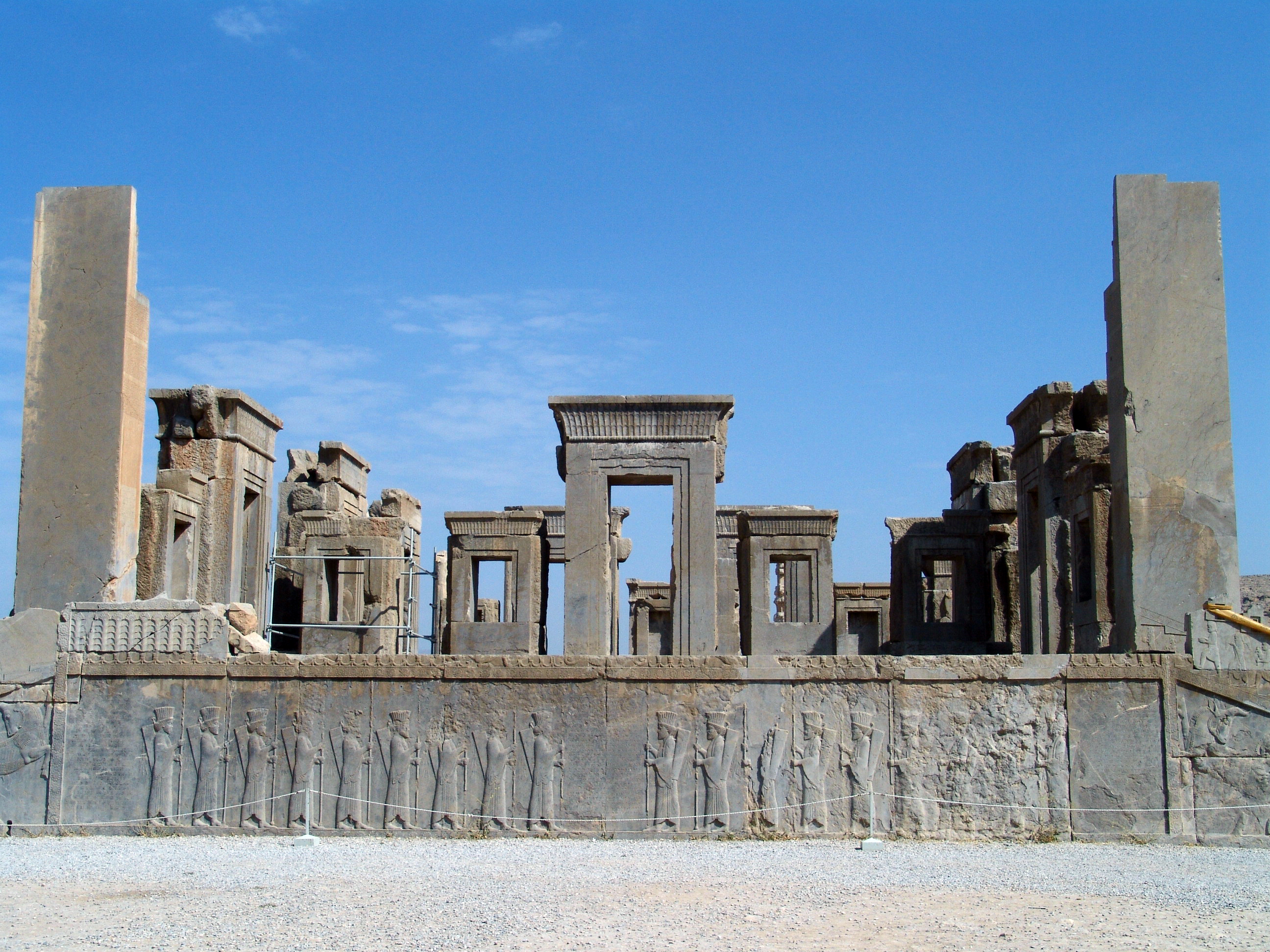
Der Palast von Dareios I. aus südlicher Richtung. Links und rechts XPc^{a} und XPc^{c} auf den Pfeilern, XPc^{b} auf der unteren Mauer links außen, in der Mitte und rechts außen

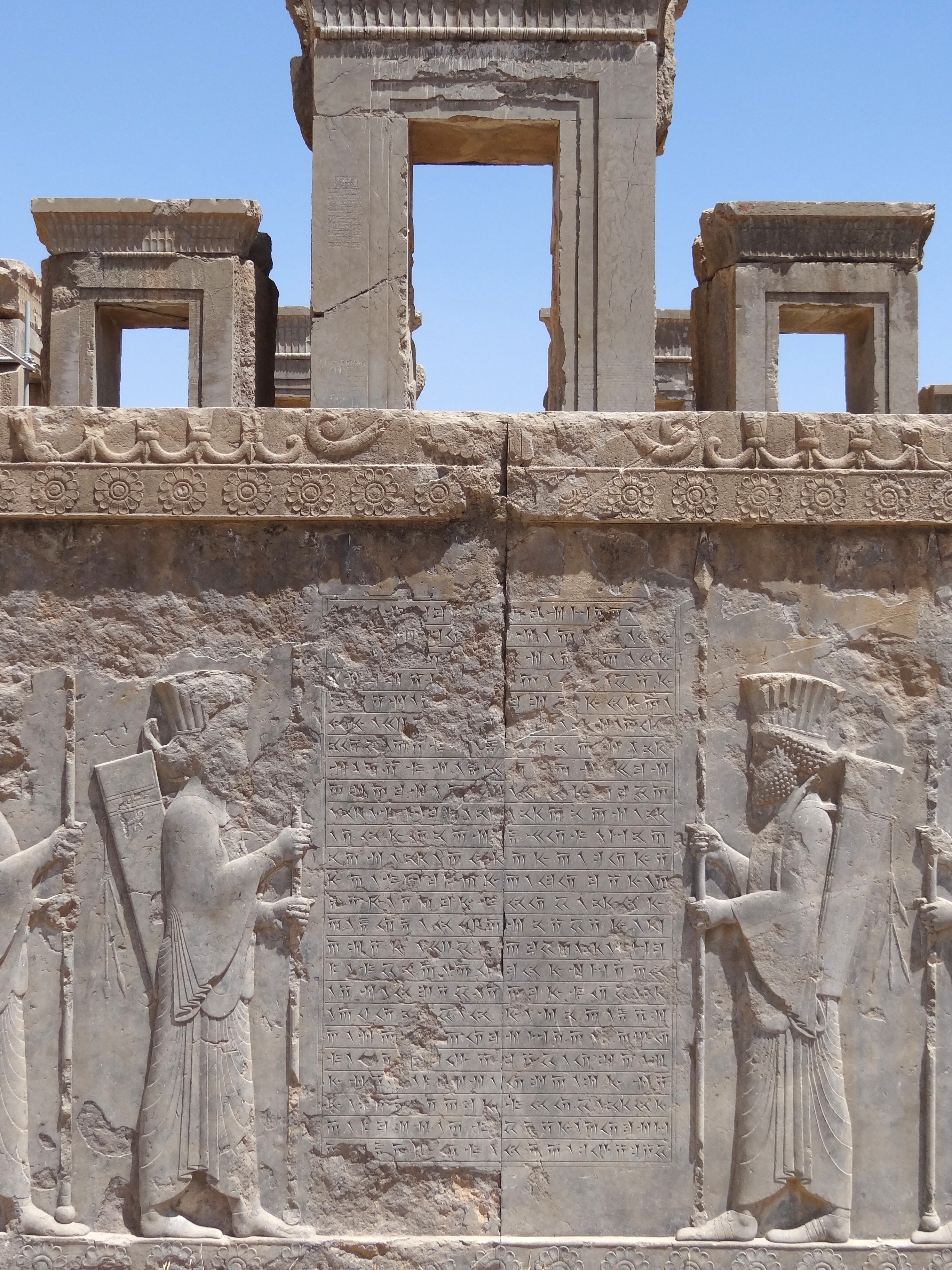
Die altpersische Sprachversion von XPc^{b}

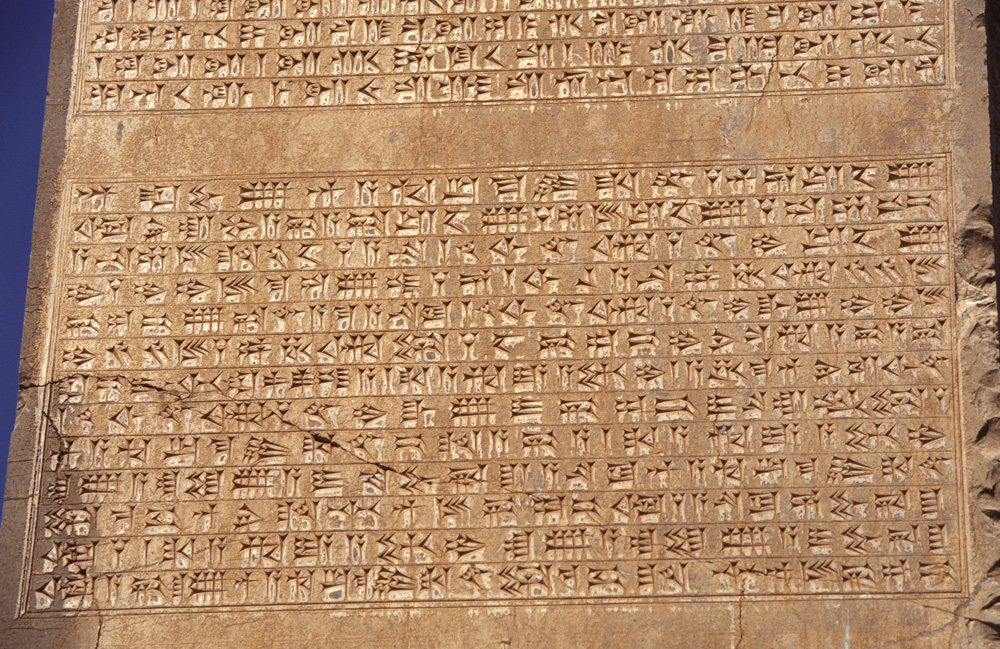
Babylonische Sprachversion von XPc^{a}

XPc ist die Abkürzung einer Inschrift von Xerxes I. (X). Sie wurde in Persepolis (P) entdeckt und von der Wissenschaft mit einem Index (c) versehen. Die Inschrift liegt in altpersischer, elamischer und babylonischer Sprache vor. Die Inschrift ist in dreifacher Ausführung überliefert. Jede Ausführung wird von der Wissenschaft mit einem zusätzlichen Index identifiziert.

## Inhalt
„§1. Der große Gott (ist) Ahuramazda, der diese Erde erschaffen hat, jenen Himmel erschaffen hat, der den Menschen erschaffen hat, der das Glück erschaffen hat für den Menschen, der Xerxes (zum) König gemacht hat, den einen (zum) König über viele, den einen (zum) Gebieter über viele.
§2. Ich (bin) Xerxes, der große König, König der Könige, König der Länder mit vielen Stämmen, König auf dieser großen Erde auch weithin, des Dareios, des Königs, Sohn, ein Achaimenide.
§3. Es kündet Xerxes, der große König: Nach dem Willen Ahuramazdas hat diesen Palast Dareios, der König, errichtet, der mein Vater (war). Mich soll Ahuramazda schützen zusammen mit den Göttern. Und was von mir geschaffen (worden ist)
 und was von meinem Vater, Dareios, dem König, geschaffen (worden ist), auch das soll Ahuramazda schützen zusammen mit den Göttern.“

## Beschreibung
Die Inschrift XPc liegt in dreifacher Ausführung vor und wurde am Palast von Dareios I. in Persepolis gefunden. XPca ist an der westlichen Ante am Pfeiler des südlichen Portikus angebracht, XPcb an der südlichen Grenzmauer der Terrasse, auf der der Palast steht, und XPcc am Pfeiler in der Südostecke gegenüber von XPca. XPca und XPcc haben je 15 Zeilen in altpersischer, 14 Zeilen in elamischer und 13 Zeilen in babylonischer Sprache. Bei den beiden Ausführungen sind die einzelnen Sprachversionen untereinander angebracht mit der altpersischen Sprachversion zuoberst. XPcb hat 25 Zeilen für jede Sprachversion und die einzelnen Sprachversionen sind nebeneinander mit der altpersischen Sprachversion in der Mitte, der elamischen rechts und der babylonischen links angeordnet.
Cornelis de Bruyn veröffentlichte 1711 die Ausführung XPca. Im Verlauf des 19. Jahrhunderts wurde die Version XPcb entdeckt. Beide Darstellungen befinden sich in situ (am Ursprungsort). Die Säule mit der Ausführung XPcc wurde erst viel später während der Ausgrabungen in den 30er-Jahren des 20. Jahrhunderts im Hof gefunden und befindet sich in Persepolis.